# Iranian Students News Agency
La Iranian Students News Agency (ISNA) (Agencia de Noticias de Estudiantes Iraníes) es una organización de noticias dirigida por estudiantes universitarios iraníes. Es considerada frecuentemente por medios occidentales como una de las organizaciones de medios más independientes y moderadas en Irán.

## Historia y perfil
La Iranian Students News Agency se estableció en diciembre de 1999 con el fin de informar sobre las noticias de las universidades iraníes. Ahora cubre una variedad de temas nacionales e internacionales. Los editores y corresponsales son los mismos estudiantes en una variedad de temas, y muchos de ellos son voluntarios (casi 1000). ISNA es considerada por los medios de comunicación occidentales como una de las organizaciones de medios más independientes y moderadas en Irán, y es citada a menudo. "Al tiempo que toma una visión reformista de los acontecimientos, ISNA ha logrado mantenerse independiente políticamente. Sin embargo, ha mantenido su lealtad al expresidente y lleva una sección dedicada a las" perspectivas de Khatami ".
Aunque en general se considera independiente, el ISNA cuenta con el apoyo financiero del gobierno iraní y cuenta con el apoyo de ACECR (Academic Center for Education, Culture and Research), otra organización estudiantil. El principal fundador y primer director de la agencia, Abolfazl Fateh, quien renunció a fines de 2005, fue llevado a la corte en varias ocasiones, incluido un informe sobre Shirin Ebadi, ganadora del Premio Nobel de la Paz y activista de derechos humanos. Además, una vez que fue golpeado por la policía mientras apoyaba a sus corresponsales para informar la manifestación estudiantil en junio de 2003. Según The Guardian, el periódico reformista Aftab-e Yazd, publicó como editorial: "No es fácil pasar por alto la lesión que sufrió el Dr. Abolfazl Fateh, director gerente trabajador de la Iranian Students News Agency, que había venido a la escena para asegurar un informe preciso de los eventos y evitar cualquier distorsión de las noticias por los medios extranjeros ... [Su] mayor preocupación era que si la gente no recibe las noticias de nosotros, lo harían de nuestros enemigos o en el mejor de nuestros competidores ".
En enero de 2005, un servidor llamado The Planet unilateralmente dejó de hospedar el sitio web del ISNA. El ISNA dijo que no recibieron una razón para el cierre, y que solo habían sido informados 48 horas antes de cambiol. Un funcionario del gobierno iraní más tarde acusó a los Estados Unidos de ordenar el cierre. El incidente llevó a nuevos pedidos para que Irán desarrolle su propia tecnología de comunicación satelital.
Abolfazl Fateh en su tesis doctoral, defendida en 2011 en la Universidad de Oxford titulada "El poder de la producción de noticias", afirmó sobre ISNA, "Durante este período [1999-2005], ISNA se convirtió en una fuente importante de noticias, información y contenido en los medios iraníes, atrayendo la atención de periodistas, expertos en medios y académicos. Aunque las razones de esta fuerte atención pueden variar entre estos grupos -desde el impacto político del ISNA hasta sus peculiaridades como agencia de noticias- tal vez el denominador común entre todos ellos fue que el ISNA presentó una novedad sobre la  escena mediática iraní (y hasta cierto punto, global). En una sociedad que aparentemente tenía experiencia en cambios importantes iniciados por medios no oficiales, como había sucedido durante la Revolución Islámica (Sreberny-Mohammadi 1990), o por pocas publicaciones periódicas y un periódico con una pequeña circulación junto con activistas estudiantiles, como había sucedido durante el el movimiento de reforma (Khāniki 1998), esta fuente de noticias tuvo y demostró el potencial de provocar un cambio considerable en el contenido de los medios de comunicación de Irán y sus funciones. ISNA no se puede enmarcar como una agencia de noticias o adaptarse a un modelo específico; sin embargo, era un símbolo de los medios que "reflejan y dirigen al mismo tiempo" (Deuze 2009, p.467).
Mientras tanto, la Tesis confirma que "ISNA padecía ciertas deficiencias relacionadas con su funcionamiento, por ejemplo, no funcionaba las veinticuatro horas del día, no presentaba las noticias según los estándares profesionales establecidos, no tenía un sitio web multilingüe, tenía debilidades educativas, editoriales y tecnológicas, se enfocaba en actividades domésticas y noticias, y no tener vastas ramas regionales o internacionales, y, lo más importante, dependencia financiera del gobierno. Además, a pesar de su honestidad, equidad y precisión, la agencia no pudo demostrarse como una agencia de noticias imparcial particularmente en los últimos años del período en que impulsó el idealismo reformista y combinó actividades informativas con el ciberactivismo. Por lo tanto, ... ISNA quizás no pueda caracterizarse como un miembro de los medios con los más altos valores periodísticos y estándares profesionales. Bajo las circunstancias que prevalecieron en ese momento, sería seguro decir que proporcionó el mejor forma estratégica de establecer un flujo de información relativamente confiable pero constante en el país durante este período".